# Andrea Bienias
Andrea Bienias (República Democrática Alemana, 11 de noviembre de 1959) es una atleta alemana retirada especializada en la prueba de salto de altura, en la que consiguió ser campeona europea en pista cubierta en 1986.

## Carrera deportiva
En el Campeonato Europeo de Atletismo en Pista Cubierta de 1986 ganó la medalla de oro en el salto de altura, con un salto por encima de 1.97 metros, por delante de su paisana alemana Gabriele Günz  y la soviética Larisa Kositsyna (bronce con 1.94 metros).